# Cantone di Guatuso
Il cantone di Guatuso è un cantone della Costa Rica facente parte della provincia di Alajuela.

## Geografia antropica

### Suddivisioni amministrative
Il cantone  è suddiviso in 3 distretti:
- Buenavista
- Cote
- San Rafael